# 노부나가의 야망 창조
《노부나가의 야망 창조》는 2013년 12월 12일 일본의 게임 회사 코에이테크모에서 발표한 역사 시뮬레이션 게임 시리즈인 노부나가의 야망 시리즈의 30주년을 기념하여 만들어진 시리즈 14번째 정식 넘버링 작품이다.
현재 윈도우판, 플레이스테이션 3, 플레이스테이션 4, 플레이스테이션 비타판이 발매되었다.